# 阿拉哈格镇
阿拉哈格镇，是中华人民共和国新疆维吾尔自治区阿克苏地区库车市下辖的一个乡镇级行政单位。

## 行政区划
阿拉哈格镇下辖以下地区：
库纳斯村、兰干村、博孜村、强尕村、巴格万村、乌库托格拉克村、铁提尔村、托乎拉村、排孜巴格村、央都玛村、英萨村、喀拉尕奇艾日克村、库什艾日克村、喀拉东村、孜格尔其村、克塔提村、奥依托格拉克村、吐格曼贝希村、阿拉哈格村、吉日木勒克村、比苏特村、英其开艾日克村、乔喀派斯坦村、铁热克艾日克村和墩鲁克村。